# Stiven Tobar Valencia
Stiven Tobar Valencia (* 27. Oktober 2000 in Cali, Kolumbien) ist ein kolumbianisch-isländischer Handballspieler.

## Karriere

### Im Verein
Stiven Tobar Valencia wurde in Kolumbien geboren und kam mit drei Jahren nach Island. In Island spielte er zunächst für Valur Reykjavík. Mit Reykjavík gewann er 2021 und 2022 die isländische Meisterschaft. 2023 wechselte er nach Portugal zu Benfica Lissabon.

### In Auswahlmannschaften
Mit der isländischen Jugend-Nationalmannschaft nahm er an der U18-Europameisterschaft 2018 teil und gewann dort die Silber-Medaille. Bei der U19-Weltmeisterschaft 2019 belegte er mit Island den 8. Platz.
Er stand im Kader der A-Nationalmannschaft für die Europameisterschaft 2024 und belegte mit Island den 10. Platz. Im Turnierverlauf erzielte er ein Tor in sieben Spielen. Bei der Weltmeisterschaft 2025 wurde er nachnominiert und absolvierte im Turnier ein Spiel.